# إنتل ريل سنس

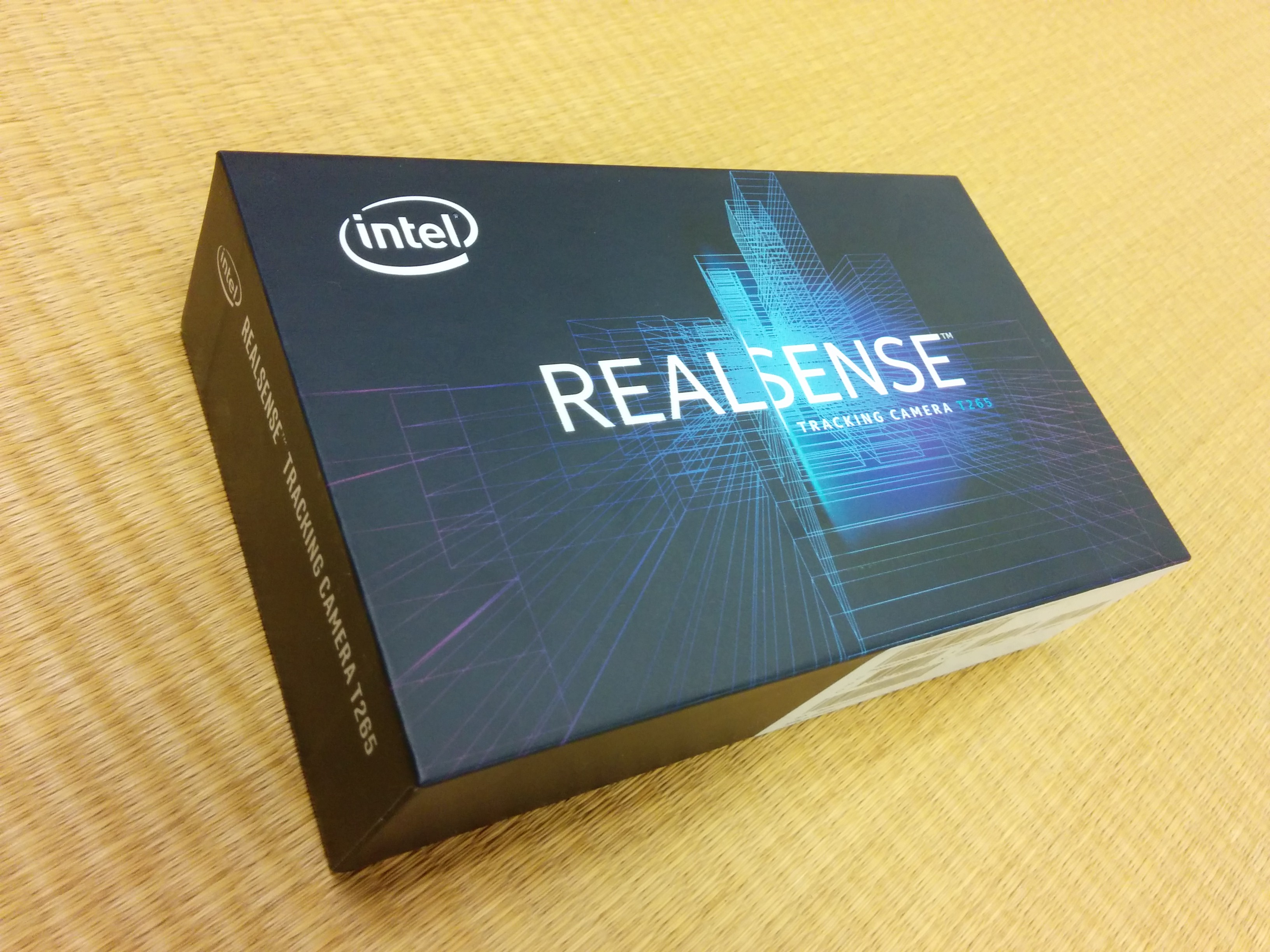

إنتل ريل سنس (بالإنجليزية: Intel RealSense)‏ تعرف سابقا باسم «إنتل الحوسبة الإدراكية», هي عبارة عن منصة حاسوب تعتمد على تفاعل إنساني حاسوبي ويظم المشروع الكثير من الأجهزة من بينها كاميرا ثلاثية الأبعاد المستعملة في آلة الإدراك .
يمكن اعتبار مشروع خليفة للكاميرا مايكروسوفت كنيكت .
اعتبارا من مارس 2015، قامت شركات تصنيع كمبيوتر محمول والكمبيوتر اللوحي أسوس، إتش بي، ديل، لينوفو، وآيسر. بإرفاق كاميرا إنتل ريل سنس.